# Trichocerca sulcata
Trichocerca sulcata är en hjuldjursart som först beskrevs av Jennings 1894.  Trichocerca sulcata ingår i släktet Trichocerca och familjen Trichocercidae. Arten är reproducerande i Sverige. Inga underarter finns listade i Catalogue of Life.